# Будівля дворянського зібрання (Херсон)
Будівля дворянського зібрання — побудована на початку XIX століття для генерала Лобрі садиба міського типу в класичному стилі, що знаходиться в історичному центрі Херсона на перетині вулиць Михайла Грушевського і Старообрядницької. Будівля є пам'яткою архітектури місцевого значення № 230061-Хр.

## Історія
У 1818—1822 служило Херсонською губернською чоловічою гімназією. Пізніше викуплено херсонським дворянством для потреб Дворянських зборів.
У 1919 у ньому розташовується Виконком Ради робітничих, селянських та червоноармійських депутатів, а також Херсонський комітет КП(б)У.
З 1920-х будівля служить міським Будинком фізкультури, а в 1935—1941 і 1944—1962 (з перервою тимчасовою окупацією Херсона нацистами) — Палацом піонерів. Тут у різні роки виховувалися майбутні Герої Радянського Союзу Л. М. Вінер, І. А. Кулик, П. Г. Якубовський, чемпіонка світу та Олімпійських ігор зі спортивної гімнастики Л. С. Латиніна.
Після розпаду СРСР у будинку Дворянських зборів розміщувалися повітова управа «Вільного козацтва» та товариство «Українська книгарня».
Після реставрації будівлі у 2002—2003 тут знаходиться Херсонська філія АБ «Брокбізнесбанк».

## Галерея

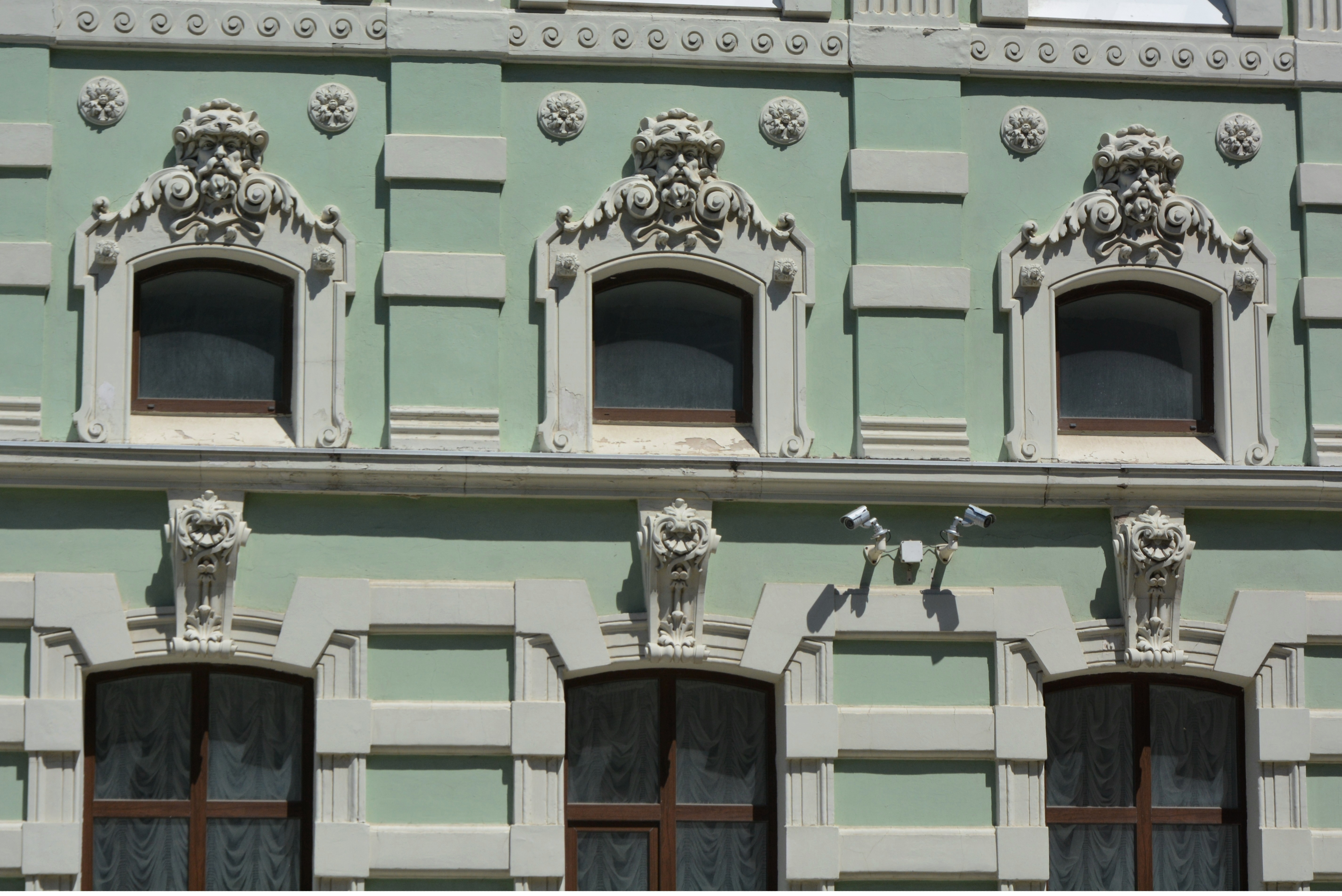
Деталі фасаду
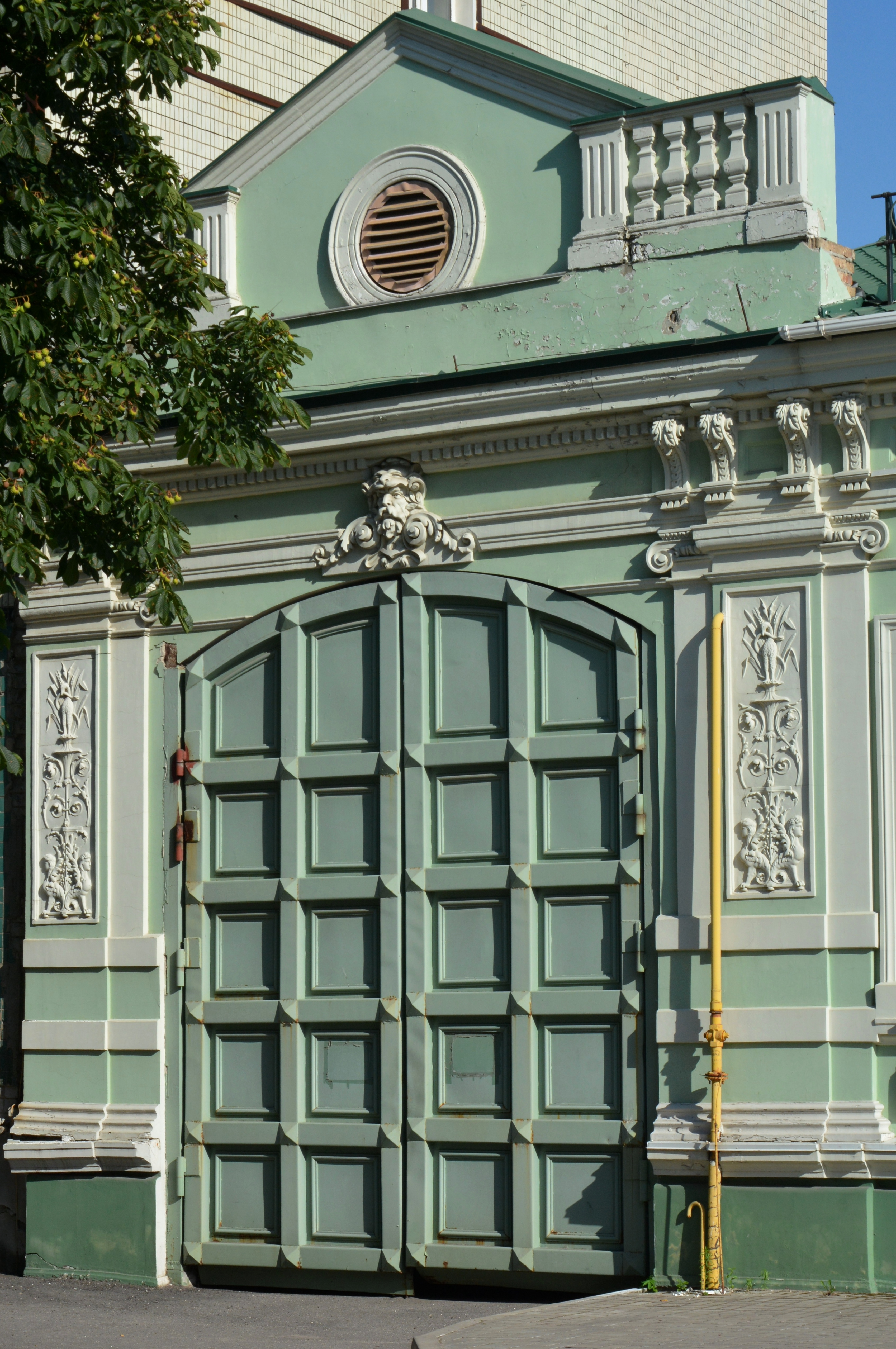
Ворота
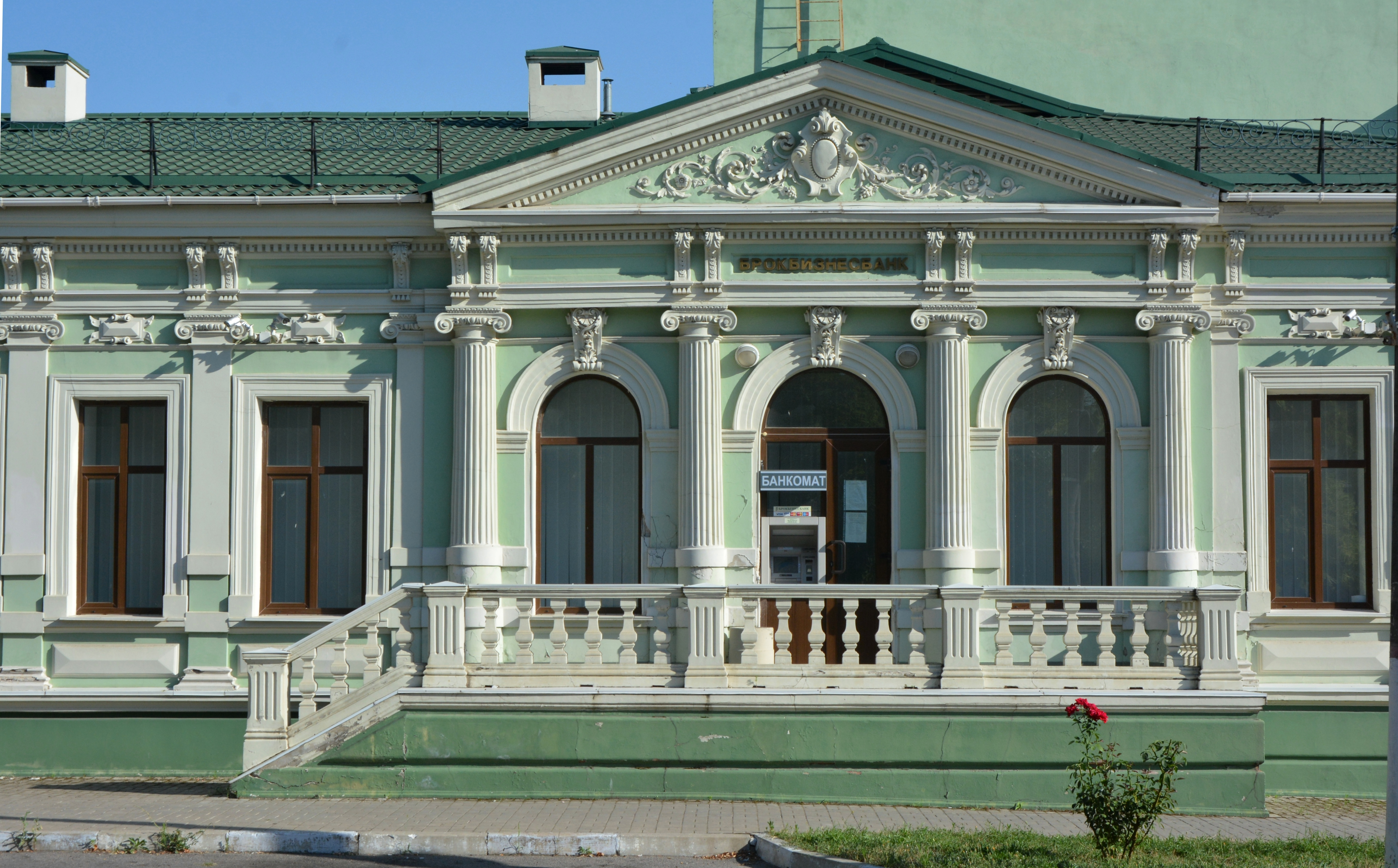
Портик
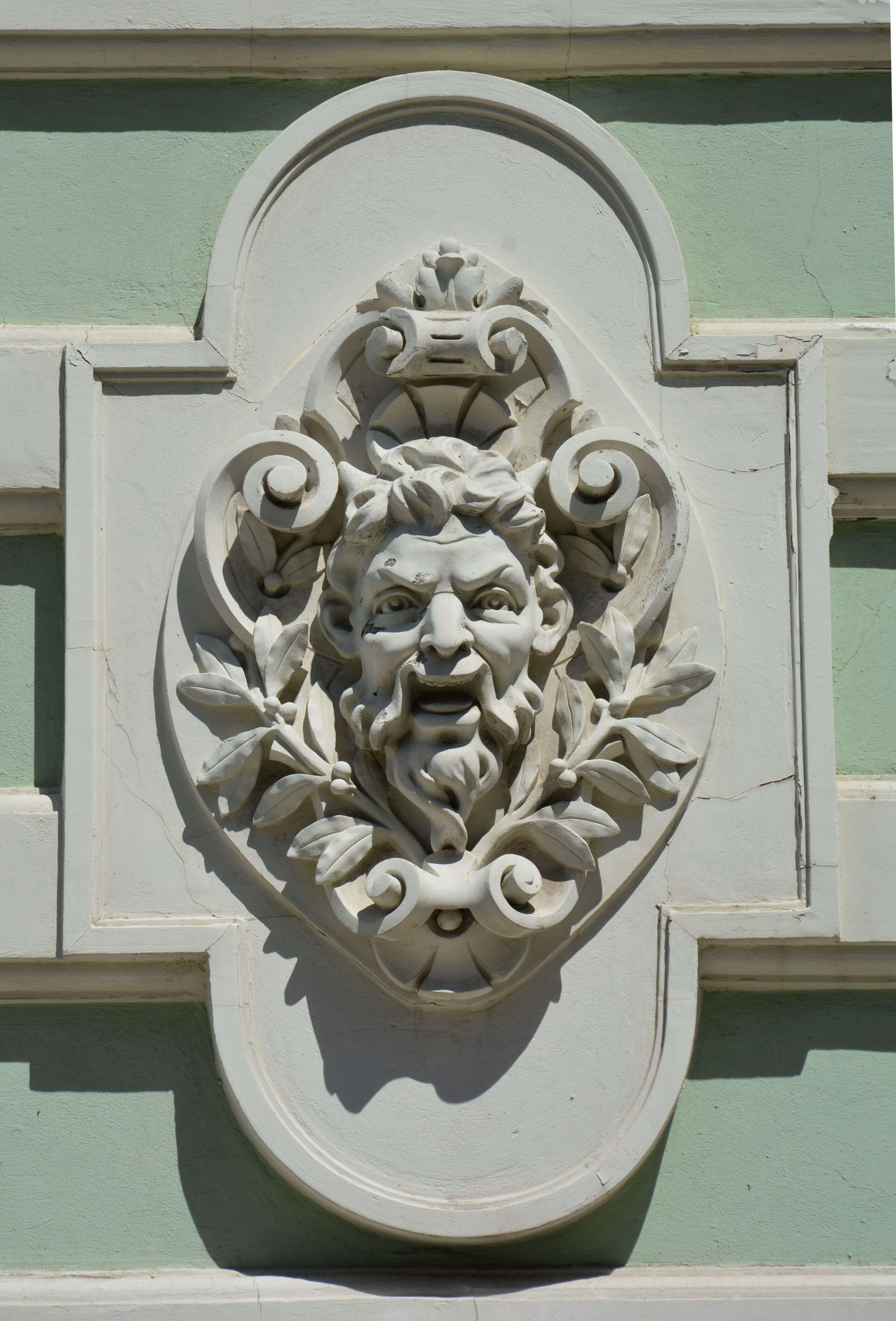
Маскарон